# خانه حاج درویش
خانه حاج درویش معروف به قلعه حاج درویش از آثار تاریخی زیدآباد است. حاج درویش جد بزرگ خاندان سلطانی، شهابی و رسولی سیرجان و از ارادتمندان رحمت علیشاه (از پیشوایان تصوف و عرفان) بوده‌است. حاج درویش بزرگ از نوادگان صادق خان زند برادر کریم‌خان‌زند مؤسسه سلسلهٔ زندیه بود، حاج درویش مالک قسمت اعظمی از شهر زیدآباد، فردی معتمد و عادل در زمان خودش بود، به نحوی که مردم آبادی اموال خود را از نظر امنیت به ایشان می‌سپردند. پس از فوت حاج درویش قسمت اعظمی از اموال به خاندان سلطانی می‌رسد. وصیت نامهٔ حاج درویش که به عنوان اثر مکتوب قدیمی در موزهٔ اوقاف شهر سیرجان نگهداری می‌شود یکی از اسناد با ارزش ملی و تاریخی شهر می‌باشد. موقوفهٔ حاج درویش که قسمت اعظمی از اراضی شهر را دربردارد یکی از موقوف‌های معتبر ملی است که بسیار به روز بوده، وصیت و هدف اصلی حاج درویش از وقف دادن اموال، سر و سامان دادن و آبادانی شهر بود.
خانهٔ حاج درویش با پیگیری‌های نوادگان ایشان در سال ۸۱ به عنوان اثر ملی به ثبت رسید.
باستانی پاریزی در کتاب دزدان پیغمبر دزدان از حاج درویش سخن گفت است.
قسمتی از این خانه در زمان زندیه شروع به ساخت آن شده و در اوایل قاجاریه قسمت‌های آن تکمیل شده‌است. در خانه بعد از در ورودی (هشت ضلعی) یا هشتی موجود است و بعد از گذشتن از چند راهرو طویل به حیاط خانه می‌رسد قسمت‌های تابستان نشین، با بادگیری زیبا و بلند که در نوع خود منحصر به فرد است، هوا را مطبوع می‌کندو در دو طرف اتاقهای پنج دری و سه دری وجود دارد که بعد از آنها در قسمت زمستان نشین گچ بری‌های زیبا، اجاقی بلند و طاقچه‌ها در دو ردیف منظم دیده می‌شوند. بقایای پنجره ای عمودی با شیشه‌های رنگی که نور آفتاب را از خود عبور می‌دهند. در قسمت شمالی بنا مطبخ با حیاطی جداگانه وجود دارد که با چند اتاق مخصوص استراحت خدمه ساخته شده‌است. در طبقه بالا نیز چندین اتاق که مخصوص نگهبانان و یا استراحت شب‌های تابستان می‌باشد تدارک دیده شده‌است. از هشتی ورودی دری جدا شده که به طرف طویله و اصطبل می‌رود. این خانه با دیوارهای بلند، حیاط وسیع اتاق‌های زیاد مخصوص استفاده خانواده حاج درویش، درویش یوسفعلی بوده که علاوه بر تجارت ادویه از بندرعباس به اصفهان و ری، دارای املاک فراوان نیز در این حدود بوده و در عرفان و طریقت به مراتب بلندی دست یافته بود.